# Роберт I (граф Оверни)
Роберт I (фр. Robert Ier d’Auvergne; ок. 980 — до 1032) — граф Оверни с 1016 года.

## Биография
Старший сын Гильома IV и его жены Гумберги, происхождение которой не выяснено (возможно — дочь Этьена де Бриуда и его второй жены Адели (Бланш) Анжуйской). Брат Этьена III, епископа Клермона.
Наследовал отцу не позднее 1016 года.
Судя по историческим источникам, делал пожертвования в пользу церкви и в то же время известен тем, что захватил имущество храма в Эйдате, которое был вынужден вернуть в 1022 году.

## Семья
Имя и происхождение жены не известны. В некоторых исследованиях и генеалогиях её называют Эрменгардой Арльской (986—1040) — дочерью графа Прованса Гильома I Освободителя.
Сын:
- Гильом V (ум. после 23 мая 1059, не позднее 1064), граф Оверни и Клермона.

Роберт I умер до 1032 года, согласно Балюзу — в 1030 году.